# Haus Niedernhofen

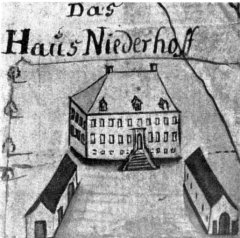
Haus Niedernhofen, auf der Karte der Gemarkenteilung von Boele, 1770

Haus Niedernhofen (auch Niederhoff, Niedernhoff, Niederenhove) war ein ehemaliger Rittersitz bei Hengstey, einem Ortsteil der Stadt Hagen. Lange Zeit, bevor der Hengsteysee errichtet wurde, lag es am linken Ufer der alten Ruhr und gehörte in der Bauerschaft Hengstey zum Kirchspiel Boele und Gerichtsbezirk Hagen.

## Geschichte
Die Herren von Ovelacker trugen das Rittergut Haus Niedernhofen wohl schon seit Mitte des 13. Jahrhunderts zu Lehen. Lehnsherren waren die Edelherren von Volmerstein bzw. ihre Nachfolger, die Herren von der Recke-Volmerstein. Ursprünglich stammten die von Ovelacker (von Drire, von Uvelacker) aus Langendreer und kamen in den Hagener Raum offenbar durch ihre Verbindung zu den Grafen von Isenberg-Limburg. Ihr Stammsitz der Niederschulten-Hof in Langendreer war nämlich ein isenbergisch-limburgisches Lehen, welches sie aber im Jahre 1266 an das Kloster Elsey verkauft hatten. Am 11. Juli 1335 wurde Evert von Ovelacker für sechs Jahre als gemeinsamer Freigraf der Stadt Dortmund und der Grafschaft Limburg erwählt.
Die erste urkundliche Erwähnung des Gutes Niedernhofen (Niedernhoff) fand 1373 statt, als der Ritter Evert von Ovelacker aus seinem Eigengut Oberhof in Hengstey eine Geldrente an das Stift Herdecke verkauft. 1375 siegelte der Droste von Wetter Everhardi von Ovelacker eine Urkunde mit dem Kloster Cappenberg. Bernd von Ovelacker war 1418 Burgmann zum Haus Villigst. Am 3. Juli 1424 schenkte Bernd der Stiftskirche in Herdecke seinen Hof Einhaus in Hengstey zur Stiftung einer Memorie. Lucia von Ovelacker war von 1526 bis 1542 Äbtissin des Stifts Herdecke. 
Die Herren von Ovelacker zu Niedernhofen, die im Verein mit den Herren von Syberg zum Busch, zu den einflussreichsten Familien des Hagener Raumes zählte, hat die hiesigen Verhältnisse durch seine Machtstellung maßgeblich beeinflusst. Ihr Adelssitz hatte eine Größe von 169 Hektar und allein im Kirchspiel Boele gehörten den Ovelackers sieben Höfe und vierzehn Kotten. Der Schultenhof, mit 141 Morgen größter Hof in Bathey, hatte dem Rittergut jährlich 34 Malter Getreide, 4 Schweine, 10 Hühner und 12 Pfund Flachs zu liefern. Erst 1832 wurde er durch Zahlung einer Ablösesumme von 2708 Talern von diesen Lasten frei. Alle anderen Höfe und Kotten in Bathey waren Niedernhofen zehntpflichtig; sie hatten jährlich den zehnten Teil ihrer Getreideernte und ihres Lämmer- oder Ferkelbestandes an das Rittergut abzuliefern. Nur der Schultenhof war als Verwaltungsstelle für das Zehntrecht des Adelshauses von dieser Abgabe befreit.
Im Jahr 1716 starb mit dem kinderlosen Arnold Anton Diederich Ovelacker die Linie zu Niedernhofen, und damit auch das gesamte Adelsgeschlecht Ovelacker, im Mannesstamm aus. Der Adelssitz fiel als erledigtes Lehen wieder an die Herren von der Recke-Volmerstein zurück und kam später an die Herren von Landsberg-Steinfurt.
Nach einem Brand im Jahre 1857 wurde das im 17. Jahrhundert errichtete Herrenhaus nicht wieder aufgebaut. Die Wirtschaftsgebäude wurden verpachtet.
Im Jahre 1895 kaufte der Hagener Schraubenfabrikant Bernhard Wilhelm Funcke III. das Gelände von Haus Niedernhofen. Sein Vater Bernhard Wilhelm Funcke II. hatte schon 1872 rechtsseitig der Ruhr vor dem Klusenberg seinen Alterssitz, die Villa Niedernhof (auch Villa Funcke oder Funckenburg genannt) errichtet. 1919 erwarb der Ruhrverband das ehemalige Gelände des Hauses Niedernhofen, um den Hengsteysee zu bauen. Die Reste des Adelssitzes liegen heute ca. 150 Meter südöstlich des Koepchenwerks auf dem Seegrund.
Der ehemalige Rittersitz sollte nicht  mit Gut Niederhofen in Dortmund verwechselt werden.

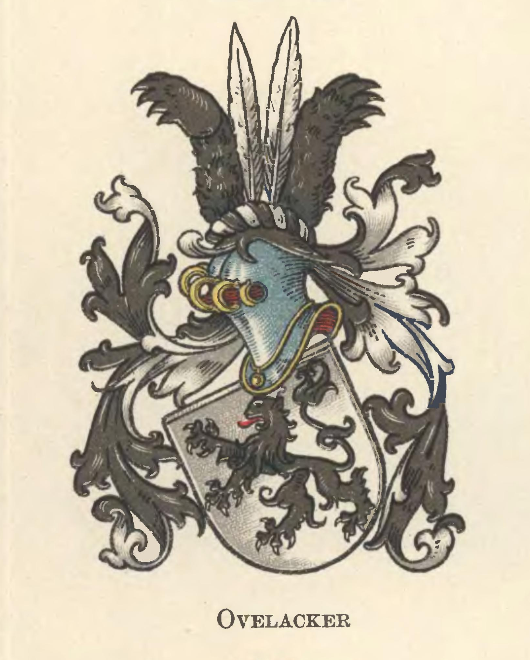
Wappen von Ovelacker
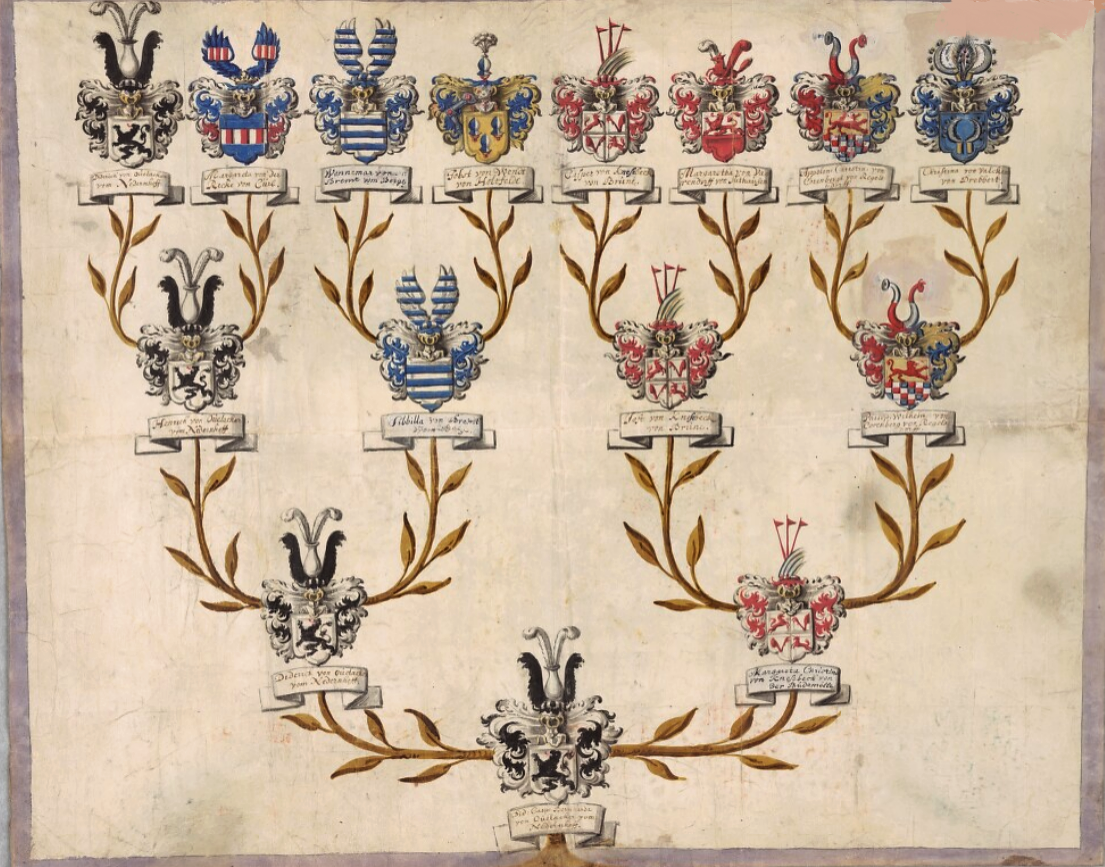
Aufschwörung Ovelacker
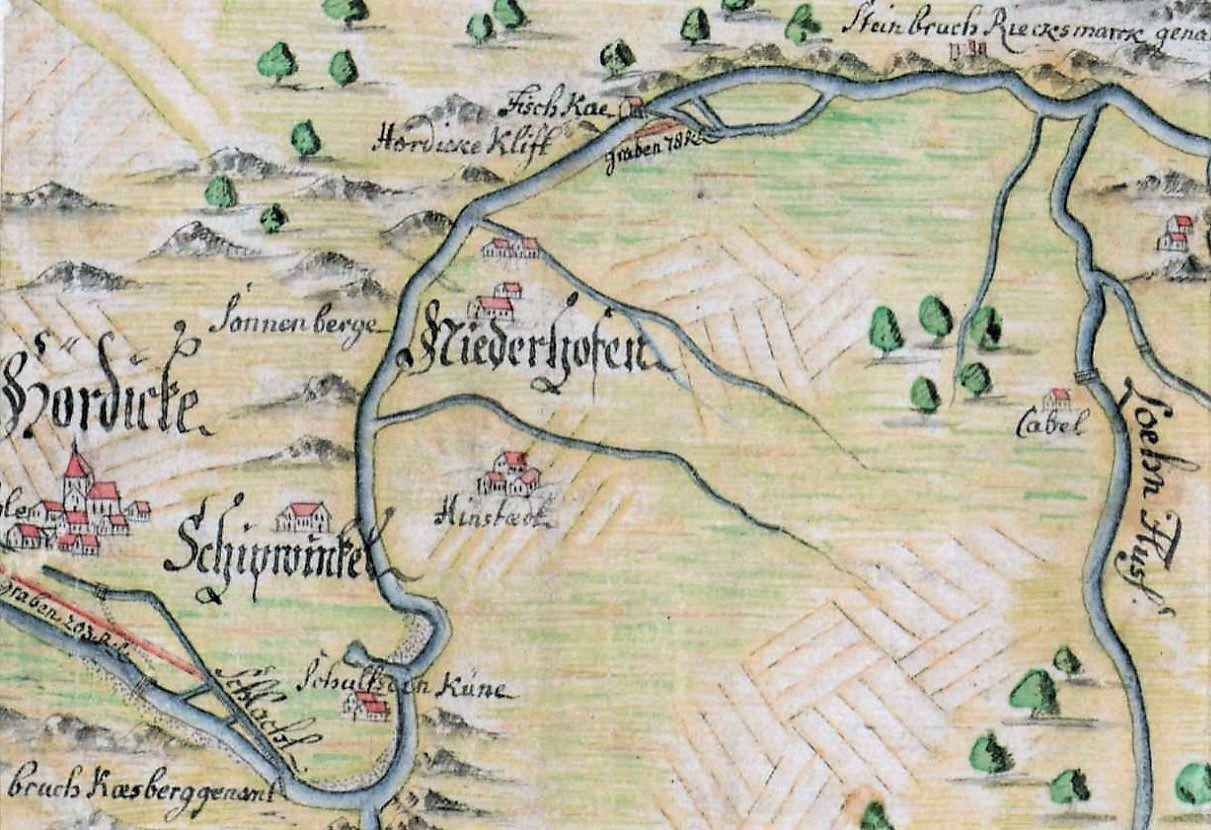
Karte der Ruhr 1735
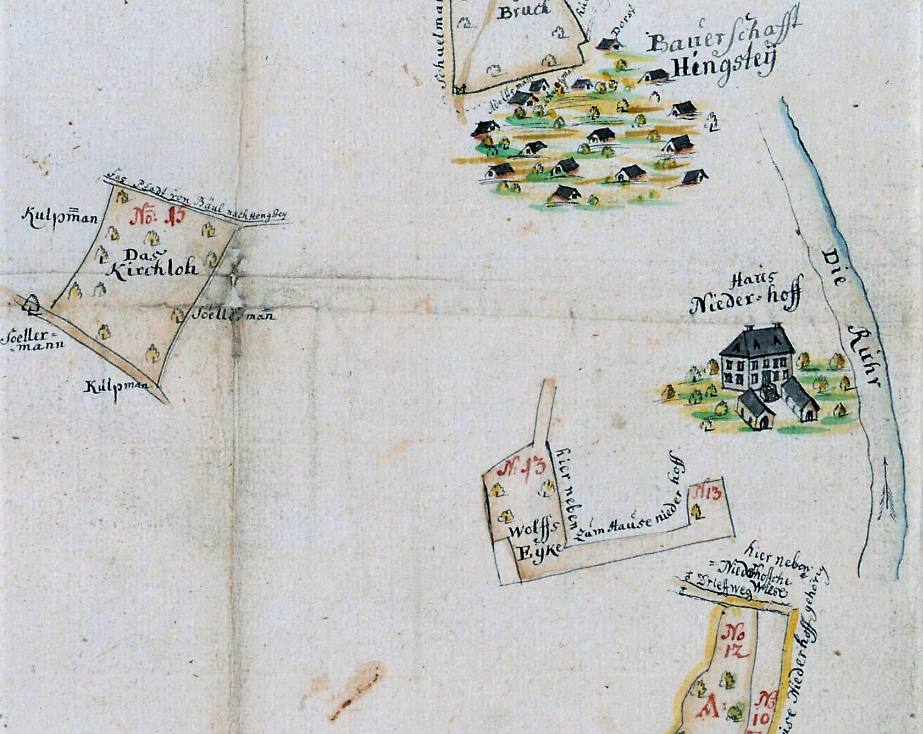
Haus Niedernhofen 1770
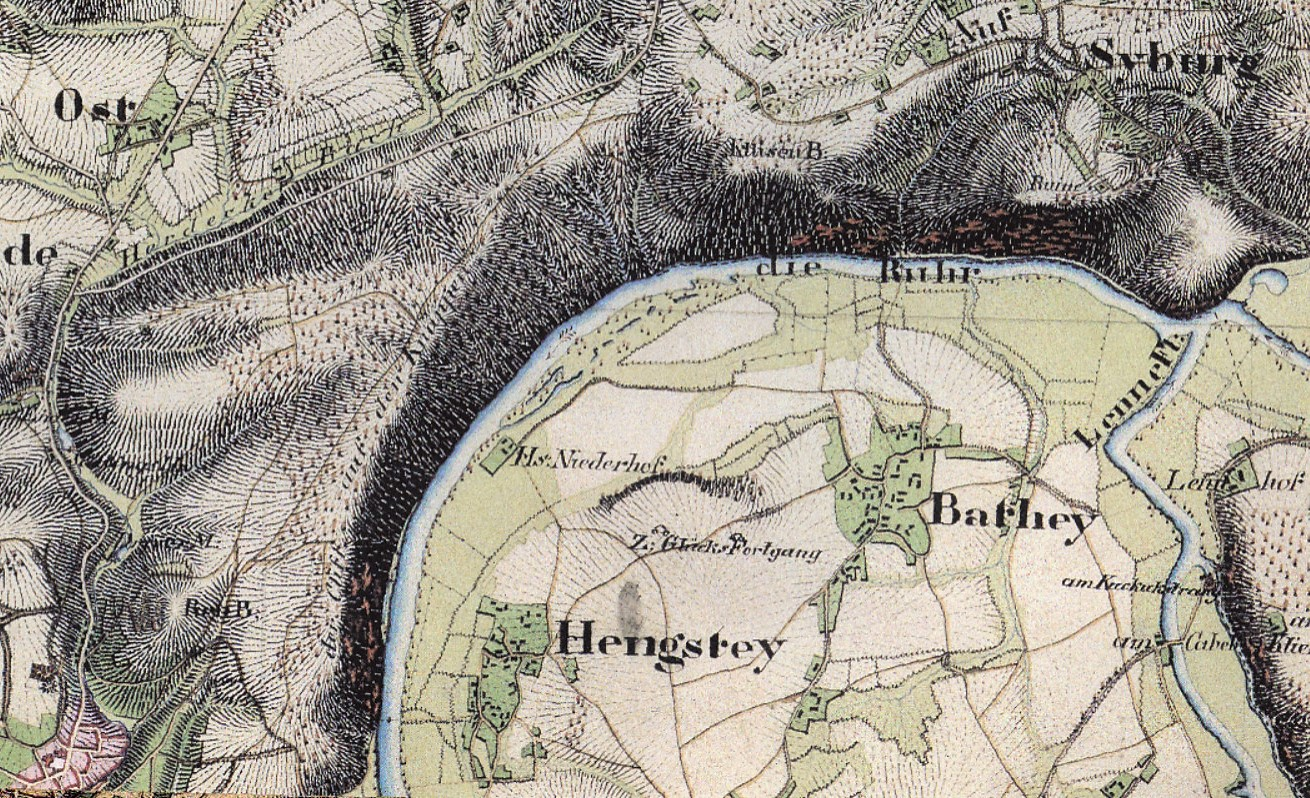
Urkarte von 1836–1850
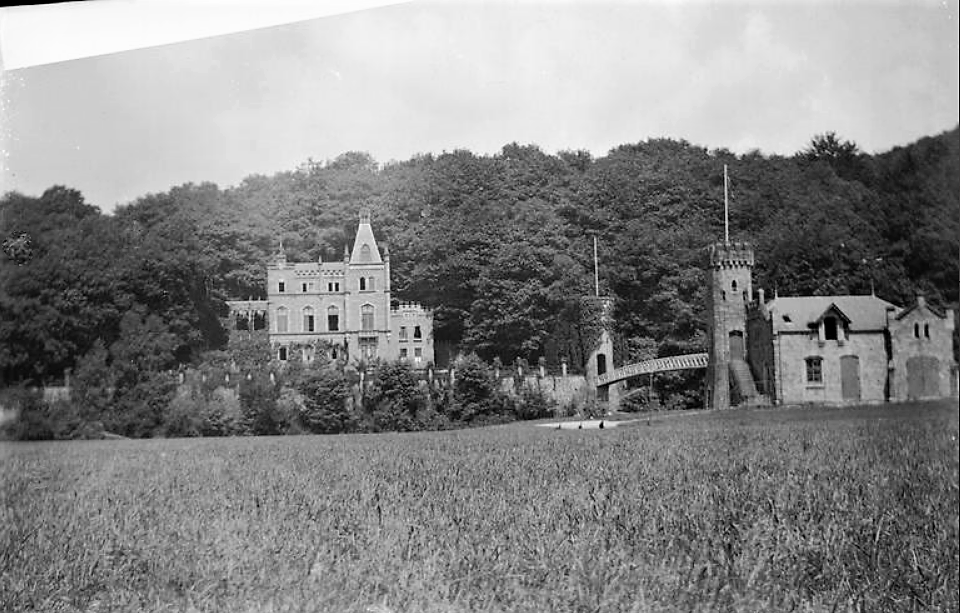
Historische Fotografie